# 庄司智春
庄司 智春（しょうじ ともはる、1976年〈昭和51年〉1月1日 - ）は、日本のお笑いタレント。お笑いコンビ・品川庄司のツッコミ担当。相方は品川祐。吉本興業所属。NSC東京校1期生。妻は元モーニング娘。のメンバーでタレントの藤本美貴。東京都大田区出身。

## 来歴
東京都大田区蒲田出身。ネジを作る町工場とスナックを経営する両親のもとに生まれる。実家では、屋上に設置されていたプレハブ小屋を自室としていた。小学校4年生のときに2歳上の兄を亡くしている。
大田区立出雲中学校、東京実業高等学校卒業。高校時代は野球と水泳をやっていた。高校の2年先輩に元エネルギーの森一弥がいる。
高校卒業後はヤナセに1年ほど勤務。退職後は羽田空港で航空機清掃のアルバイトや、竹ノ塚でホストをしながらお笑いの道を志していた。
1995年に開校した吉本総合芸能学院(NSC)東京校に入校し、同じくNSCに入校してきた品川祐とともにコンビ・品川庄司を結成。
2008年3月より、「1人でやる」をコンセプトとした単独ライブを定期的に行い、2009年6月にはダイノジ大地、ロバート秋山をゲストに迎えてのトークライブ「庄司智春トークライブ」を開催。以後、同ゲストを迎えてのトークライブを定期的に開催していた。2009年8月のライブでは大地、秋山に加え、ペナルティのワッキーもゲスト出演した。
2009年3月2日放送の『お試しかっ!』（テレビ朝日系列）の企画「もしもブログでランキング一位にならないといけなくなったら?」をきっかけにブログ「品川庄司 庄司の『庄司ブログ』」を開設した。1か月で相方の品川を抜いてトップになるためにブログを更新し続けたが、結果は2位に終わり、1位の品川を超えることはできなかった。後日、1位になれなかった罰として、雪山の中で海水パンツ1枚で持ちギャグの「平成のパピプペポ」を行った様子を放送後に更新すると、一時的に1位となった。
2010年7月に生放送された『FNS26時間テレビ』では、ヘキサゴンファミリーのメンバーとして24時間駅伝に参加。同年9月19日放送の『ギネス世界記録公認！びっくり超人100連発スペシャル』(フジテレビ系)で、「1分間にお尻でくるみを割る最多記録」に挑戦し、43個を記録したことで過去最多記録の41個を塗り替えてギネス世界記録に認定された。
2015年1月5日放送の『ウンナン極限ネタバトル! ザ・イロモネア 笑わせたら100万円』(TBS)に単独で出演。FINALステージで「サイレント」に挑戦し、5人全員を笑わせて100万円を獲得した。
『芸能人格付けチェック大予選会』では、2016年のIQランキングでIQ84で最下位（27位）。2017年の「2017年TVに出してはいけない芸人ランキング」で犯罪危険度指数40でテレビに出るのが最も安全な最下位（24位）となった。
YouTubeでは自身のチャンネル、品川庄司、妻の藤本美貴それぞれのチャンネルで動画編集を担当している。

### 藤本美貴との結婚
藤本美貴との交際が2007年5月25日発売の写真週刊誌『FRIDAY』（講談社）で報じられる。2009年3月24日に藤本と婚約を発表し、同年7月3日にハワイで結婚式を行い、同月11日に婚姻届を提出した。藤本との出会いは、田村淳と都内をドライブをしていた時に偶然藤本を見かけて声を掛け、その際に連絡先を教えたのがきっかけである。婚姻届の保証人には田村が名を連ねている。2009年の「すぐに離婚しそうな夫婦」ランキングで2位に選ばれたが、2010年には「ナイス・カップル大賞」を受賞した。
2012年3月27日に妻との間に第1子が誕生。「羽男（ぱお）」と名付けようとしたが妻に却下され、阪神ファンという事で「虎之助」と名付けた。また、妻の第1子出産を機に、絵本の制作活動を開始する。2012年8月から販売されているスマートフォン用の絵本アプリ「つよくなるにはどうするの？」の原作を手掛けている。2015年8月には第2子女児が誕生。2013年版の「よしもと男前ブサイクランキング」で、「理想のパパ芸人」部門の1位に選ばれている。2025年8月には第36回日本ジュエリーベストドレッサー賞 特別賞ベストパートナー部門を受賞した。

## 人物
身長176.5cm、体重68kg。阪神タイガース、長渕剛のファンである。好きな食べ物はカレー。びっくりドンキーのファン。クロワッサン好きでもあり、単独ライブとトークライブにおいて「C-1（クロワッサンワン）グランプリ」と称してクロワッサンの食べ比べを行った。下戸である。皮膚科医師も治療法がわからなかった謎の症状「全身ブツブツ症」を発症した時期があった。
愛車は、3代目ダッジ・チャレンジャーであったが、故障のため廃車に。2021年よりランドローバー・ディフェンダーL663を新たな愛車としている。

## 芸風
藤本美貴との婚約以降、「ミキティーーーー!!」と叫ぶギャグが定着し、「持ちギャグ」となっている。
筋肉芸人として活動しており、相方の品川や田村淳らに筋肉をイジられたこと発端に筋肉を自分の芸に取り入れていく。一方で、身体で笑いを取ること以上に、脱ぐことで笑いを取りたいタイプと話している。ナルシシストであり、自らの筋肉質の身体を写したヌード写真を自宅に飾っている。タンクトップを70枚以上所有し、下着はビキニブリーフやTバックを愛用している。
筋肉芸人としては、2004年12月29日放送の『笑っていいとも!特大号』で北島康介のものまねを披露したことに始まり、2005年7月23日放送の『答えて!メロス』（TBS系列）の企画で水泳パンツ一丁姿を見せ、『ダウンタウンのガキの使いやあらへんで!!』（日本テレビ系列）の企画「ハイテンション・ザ・ベストテン」で「平成のパピプペポ」を披露している。これを冠したイベント「品川庄司のピグっていこーぜ!! 平成のパピプペポに続け!若手芸人アクション芸オーディション」が2011年5月1日に行われた。また、『あらびき団』（TBS系列）では「赤坂サカス」などの一発ギャグを披露している。
筋肉に関連して、2017年9月に株式会社GLANdが製造・販売する加圧シャツ「金剛筋シャツ」のアンバサダーを務めた。

## スポーツマンNo.1決定戦
第17回芸能人サバイバルバトル（2006年10月5日放送）
SPIN OFF 1回戦敗退。MONSTER BOX 14段。QUICK MUSCLEは初挑戦で156回の好記録で6位。TAIL IMPOSSIBLEでは第3レースまで残り4位の活躍も総合8位で脱落。
新王座チャレンジバトル（2007年3月30日放送）
CONQUISTADORでは1回戦で諸星和己に敗れ、PECT CROSSでは同組のワッキーと同じ55kg。前回記録14段のMONSTER BOXでは、自己記録に届かない13段に終わる。MUSCLE GYMでは腹筋で70回といきなり飛ばしていたが、背筋で30回しかカウントできず、一気に同組内で最下位に転落。しかし最後の腕立て伏せで104回と飛ばし、204回で暫定トップに浮上。最終的に215回をマークした佐藤弘道に次いで種目別2位になるも、またも総合8位でファイナル進出を逃した。
芸能人サバイバルバトル
| 大会           | 放送日        | 総合順位 |
| -------------- | ------------- | -------- |
| 第17回大会     | 2006年10月5日 | 8位      |
| 新王座CB(XXXV) | 2007年3月30日 | 8位      |

## 出演番組
庄司のみ出演のもの。コンビでの出演作は品川庄司を参照。

### テレビバラエティ
現在の出演番組
- 水曜日のダウンタウン（TBS） 不定期出演[23]
- 筋肉食道（東海テレビ、2024年10月9日 - ）MC
- みんなで応援!パラスポ!!（テレビ静岡、2025年5月3日 - ）レギュラー[24]

過去の出演番組
- いただきマッスル!（中京テレビ・日本テレビ系列、2006年4月 - 2007年9月）レギュラー
- スパイスTV どーも☆キニナル!（フジテレビ） 準レギュラー（不定期出演）
- 爆笑100分テレビ!平成ファミリーズ（日本テレビ） 健康家族として準レギュラー
- ほんとにあった怖い話「闇からの電話」（フジテレビ系列、主演：えなりかずき）
- あらびき団（TBS系列）不定期出演
- 爆笑レッドカーペット（フジテレビ系列）不定期出演
- 明日使える心理学!テッパンノート（TBS系列）準レギュラー
- ピラメキーノG ざっくり戦士ピラメキッド（テレビ東京系列、2010年5月 - 6月） - 田中先生（見回りセンコー）役
- 笑撃!ワンフレーズ（TBS）不定期出演
- まめサタ（テレビ静岡、2011年5月 - 2013年3月）準レギュラー、月1回程度出演
- おはスタ 第1部（2012年4月 - 2014年4月、テレビ東京）
- リカちゃん ハッピー×3スクール（2012年、キッズステーション）- 生徒役として出演[25]
- 七人のコント侍（2013年9月 - 10月/2014年12月 - 2015年3月、NHKBSプレミアム）- 第3期・第8期レギュラー
- 赤丸!スクープ甲子園（日本テレビ）スクープ記者として不定期出演
- BBTスペシャル（富山テレビ）不定期出演
- もしものシミュレーションバラエティー お試しかっ!（テレビ朝日）不定期出演
- おーい!ひろいき村（フジテレビ）不定期出演
- Let's天才てれびくん（Eテレ、2016年4月 - 2017年3月）庄司2号として出演
- ノンストップ!（フジテレビ、2017年 - ）金曜不定期ゲスト
- 音ボケPOPS（TOKYO MX、2021年4月3日 - 2023年6月24日）MC
- ミキティダイニング（フジテレビ、2024年11月30日 - 2025年1月4日・2025年4月26日 - 5月31日）MC[26]

### テレビドラマ
- お助け屋☆陣八（2013年2月21日、読売テレビ・日本テレビ系列） - 大塚淳 役
- 月曜ゴールデン スクープ 遊軍記者・布施京一（2015年6月15日、TBS系） - 持田豊 役
- 異世界居酒屋「のぶ」 （WOWOW） - ローレンツ 役
  - Season 1（2020年5月16日 - 7月17日）[27]
  - Season 2 〜魔女と大司教編〜（2022年5月27日 - 7月29日）[28]
  - Season 3 〜皇帝とオイリアの王女編〜（2023年1月13日 - ）[29]
- なんで私が神説教 第6話・第7話（2025年5月17日・24日、日本テレビ） - 早川誠 役[30]

### インターネット配信
- 庄⑩智春（Yahoo!バラエティ・よしもと見ホーダイ、2010年2月1日 -）庄司智春の初の単独冠番組。
- けやき坂アベニュー（2017年7月16日 - 、AbemaTV） - コメンテーター[31][32]
- 戦闘車（2017年10月6日 - 27日、Amazonプライム・ビデオ)
- HITOSHI MATSUMOTO presents ドキュメンタル    (2020年、 Amazonプライム・ビデオ)ｰシーズン8出演

### CD
- WE LOVE ♥ ヘキサゴン（2008年10月22日）「クイズ!ヘキサゴンII」よりリリースされたアルバム。AIR BAND名義の「アブラゼミ♂（東京バージョン）」が収録されている。
- 青春 僕/青春 俺（2009年3月25日）「クイズ!ヘキサゴンII」よりリリースされた両A面シングル。矢口真里 VS AIR BANDというコンセプトのもとで発売された。矢口真里が「青春 僕」を、AIR BANDが「青春 俺」を歌っている。
- 出会えてよかった/お台場の女（2009年5月20日）「クイズ!ヘキサゴンII」よりリリースされた両A面シングル。トモとスザンヌがラップ調のウェディングソング「出会えてよかった」を、部長と部下が演歌「お台場の女」を歌っている。
- WE LOVE ♥ ヘキサゴン 2009（2009年10月21日）「クイズ!ヘキサゴンII」よりリリースされたアルバム。2008年10月22日に発売された「WE LOVE ♥ ヘキサゴン」の第二弾アルバムとなっている。矢口真里×AIR BANDによる「青春 Special Edition」、トモとスザンヌによる「出会えてよかった」、ヘキサゴンオールスターズによる「泣いてもいいですか」が収録されている。なお当アルバムのリミテッドエディションでは、各曲の前に参加ユニットによるMCが収録されている。

### 映画
- くれないの盃（2008年）
- 走り屋ZEROⅠ（2009年）
- ブラック会社に勤めてるんだが、もう俺は限界かもしれない（特別出演）
- クロサワ映画（2010年）
- タバコイ〜タバコで始まる恋物語〜（2012年）
- OUT（2023年） - 焼き肉屋「三塁」の客 役[33][34]

### 舞台
- 漂流教室 〜大人たちの放課後〜（2009年9月、よしもとプリンスシアター） - 高松翔 役

### テレビCM
- ハウス食品 ハウスシチューミクス（2019年 - ） - 秋冬限定で放送されるCMで、2014年度から単独で出演してきた妻の藤本美貴と初めて共演
- 日清食品 カップヌードル 欧風チーズカレー（2020年 - 2021年）
- NTTドコモ U15はじめてスマホプラン（2023年2月10日 - ） - 妻の藤本、みずき君と共演[35]
- ユーキャン チャレンジユーキャン2024（2024年1月1日 - ） - 妻の藤本と共演
- ジャパネットたかた
  - 夏のエアコン祭り「ミキティ家に訪問」篇（2025年5月 - 6月） - 国分太一、妻の藤本と共演[36]
  - 夏のエアコン祭り「下取りがお得」篇（2025年7月） - 妻の藤本と共演[37]

## 著作
- 「交換日記/花のことば」（角川ザテレビジョン、2007年11月）ISBN 978-4048950053

表題の短編二作を収録した恋愛小説集。『ロンドンハーツ』のドッキリ企画で執筆した「花のことば」が、『別冊カドカワ』の掲載を経て単行本化に至った。「交換日記」は単行本のための書き下ろし。
- 「空」（角川マーケティング、2009年7月）ISBN 978-4048950626
- 「つよくなるにはどうするの？」（アイフリーク、2012年8月）

iOS、androidの絵本アプリ「こえほん」内で配信。本人が作、歌を担当。
- 恵比寿★マスカッツ『Sexy Beach Honeymoon』 - ミュージック・ビデオの監督を担当。